# Stefan Applis
Stefan Applis (* 1969) ist ein deutscher Geographiedidaktiker, Pädagoge, Geograph und Sachbuchautor. Er ist Professor am Institut für Philosophie der Friedrich-Alexander-Universität Erlangen-Nürnberg und Herausgeber von Schulbüchern für den Ethikunterricht. In seiner fachdidaktischen Arbeit leistete er Beiträge zur Unterrichtsforschung in Geographiedidaktik und Philosophiedidaktik. Als Geograph arbeitet Applis zur Anwendung der Praxistheorie in der Humangeographie.

## Werdegang
Stefan Applis studierte Geographie, Germanistik und Philosophie an der Friedrich-Alexander-Universität Erlangen. Mit seiner Dissertationsschrift Wertorientierter Geographieunterricht im Kontext Globales Lernen. Theoretische Fundierung und empirische Untersuchung mit Hilfe der dokumentarischen Methode (2012) führte er die qualitativ-rekonstruktive Unterrichtsforschung in die Geographiedidaktik ein.  Von 2014 bis 2015 war er Vertretungsprofessor für Geographiedidaktik an der Friedrich-Alexander-Universität Erlangen-Nürnberg, 2015 bis 2021 wissenschaftlicher Mitarbeiter am Institut für Didaktik der Geographie der Justus-Liebig-Universität Gießen, wo er sich 2016 mit einer Arbeit über fachdidaktische Unterrichtsforschung im Kompetenzbereich Beurteilung und Bewertung habilitierte.  Anschließend war er von 2021 bis 2023 wissenschaftlicher Mitarbeiter am Institut für Geographiedidaktik der Universität Münster. Seit 2023 ist er außerplanmäßiger Professor am Institut für Philosophie der Friedrich-Alexander-Universität Erlangen-Nürnberg im Arbeitsbereich Philosophie und Schule.

## Arbeitsfelder

### Qualitativ-rekonstruktive Unterrichtsforschung
Stefan Applis führte mit der dokumentarischen Methode (Ralf Bohnsack) qualitativ-rekonstruktive Ansätze der Sozialforschung in die Geographiedidaktik ein. Für seine Arbeit erhielt er den Dissertationspreis des Hochschulverbandes für Geographiedidaktik 2012.  Hierbei untersuchte er die Wirkungen der Arbeit mit selbststeuernden Lehr-Lern-Methoden wie der Mystery-Methode aus dem Thinking-Through- oder Learning Thinking-Ansatz zur Förderung von Urteils- und Bewertungskompetenz in den Feldern des Globalen Lernens und der Bildung für nachhaltige Entwicklung.

### Förderung von Lehrerprofessionalität und Entwicklung von Unterrichtspraxis
Zur Förderung der Unterrichtsentwicklung erstellt und verbreitet Applis freie Lehr- und Lernmaterialien (Open Educational Resources, OER) für den Ethik- und Geographieunterricht über den Blog Doing Geo & Ethics.

### Humangeographische Arbeiten im Feld der Praxistheorie
Als Geograph vertritt Applis einen praxistheoretischen Ansatz in der Untersuchung sozialer Felder. Hierbei kombiniert er fotografische Verfahren aus der Ethnographie mit geographischer Raumforschung. Seine Buchpublikationen zu den Hochgebirgsregion Swanetien und Tuschetien in Georgien wurden 2023 mit dem Destination-Award der Internationalen Tourismusmesse in Berlin ausgezeichnet und 2025 mit dem International Travel Book Award.

## Monographien
- Wertorientierter Geographieunterricht im Kontext Globales Lernen. Theoretische Fundierung und empirische Untersuchung mit Hilfe der dokumentarischen Methode. Weingarten 2012. ISBN 978-3-925319-36-5
- Swanetien entdecken. Ein Kultur-und Naturführer für Georgien. Mitteldeutscher Verlag Halle 2021. ISBN 978-3-96311-551-6
- Swanetien zwischen Tradition und Moderne. Mitteldeutscher Verlag Halle 2022. ISBN 978-3-96311-667-4
- Unter Mitarbeit von Florian Mühlfried. Tuschetien entdecken. Ein Kultur-und Naturführer für Georgien. Mitteldeutscher Verlag Halle 2024. ISBN 978-3-96311-984-2
- Unter Mitarbeit von Ingmar Reither und Richard Rongstock. Reichsparteitagsgelände in Transition. Mitteldeutscher Verlag Halle 2024. ISBN 978-3-96311-973-6
- Unter Mitarbeit von Gwendoline Lemaitre und Florian Mühlfried. Kultur- und Naturraumwandel im Großen Kaukasus. Mitteldeutscher Verlag Halle 2025. ISBN 978-3-68948-035-6
- Didaktik des Ethik- und Philosophieunterricht. Eine Orientierungshilfe für Studium und Referendariat. Buchner-Verlag. Bamberg 2025. ISBN 978-3-661-22155-7

## Schulbücher (Auswahl)
- Unter Mitarbeit von Bernhard Emer et al. Ethikos 11 - Arbeitsbuch für den Ethikunterricht. Oldenbourg, München 2009. ISBN 978-3-637-00705-5
- Unter Mitarbeit von Bernhard Emer et al. Ethikos 12 - Arbeitsbuch für den Ethikunterricht. Oldenbourg, München 2010. ISBN 978-3-637-00706-2
- Als Herausgeber und Autor unter Mitarbeit von Anja Kammerzell et al. Ethikos 5. Sekundarstufe I. Schülerbuch. Oldenbourg, München 2017. ISBN 978-3-637-01637-8
- Als Herausgeber und Autor unter Mitarbeit von Alexander Frank et al. Ethikos 6. Sekundarstufe I. Schülerbuch. Oldenbourg, München 2018. ISBN 978-3-637-01788-7

## Aufsätze (Auswahl)
- Ethische Persönlichkeitsbildung aus geisteswissenschaftlicher und geographiedidaktischer Perspektive. Vorstellungen von Geographielehrkräften zu geographischer und schulischer Bildungsarbeit – Ergebnisse eines Projektes empirisch-rekonstruktiver Forschung. Zeitschrift für Didaktik der Gesellschaftswissenschaften 5 (2014), S. 90–111, ISSN 2191-0766.
- Zur Diskussion der normativen Gehalte im Globalen Lernen in allgemeiner Pädagogik und Geographiedidaktik. Theoretische Spannungsfelder und Fragen der unterrichtspraktischen Umsetzung der Berücksichtigung von Vielperspektivität bei gleichzeitiger Wahrung des Anspruchs auf universelle Zustimmbarkeit. In: Schrüfer, G. & Schwarz, I.: Vielfältige Geographien. Entwicklungslinien für Globales Lernen, Interkulturelles Lernen und Wertediskurse. Waxmann: Münster 2014, S. 4–37.
- Die empirische Wende in der Fachdidaktik und die (Sonder-)Stellung der Philosophiedidaktik. In: Nida-Rümelin, J., Spiegel, I. & Tiedemann, M. (Hrsg.): Philosophie und Lehre. Philosophisch-ethische Themen und fachdidaktische Zugänge. Bd. 1. Ferdinand Schöningh. Paderborn 2015
- Geography teachers' concepts of working with Thinking Through Geography strategies – results of an empirical reconstructive study. International Research in Geographical and Environmental Education, 25:3, 2016, 195–210, DOI:10.1080/10382046.2016.1155326
- Unter Mitarbeit von Nino Tserediani, Poorism and taking the waters: a praxeological analysis ofeducational work in the context of tourism in the spa town of Tsqaltubo, Georgia, Ethnography and Education, 15(3), 2020, 316–333, DOI:10.1080/17457823.2020.1722953
- On the influence of mountain and heritage tourism in Georgia: the exemplary case of Ushguli. Erdkunde 73(4), 2019, 259–275. DOI:10.3112/erdkunde.2019.04.02
- Crises around Concepts of Hospitality in the Mountainous Region of Svaneti in the North of Georgia. Tourism and Hospitality 3, (2), pp. 416–434. DOI:10.3390/tourhosp3020027
- Auswanderung unter Vorbehalt - Russinnen und Russen in Georgien. Geographische Rundschau 12(2022), S. 44–49.
- Tiflis – Neuerschaffung aus Perspektive des touristischen Blicks. Geographische Rundschau 5(2024), S. 48–49.